# Dennis Dixon
Dennis Lee Dixon Jr. (Oakland, 11 gennaio 1985) è un giocatore di football americano statunitense che gioca nel ruolo di quarterback per i Philadelphia Eagles della National Football League (NFL). Fu scelto nel corso del quinto giro (156º assoluto) del Draft NFL 2008 dai Pittsburgh Steelers. Al college ha giocato a football all’Università dell'Oregon.

## Carriera professionistica

### Pittsburgh Steelers
Dixon fu scelto nel corso del quinto giro del Draft 2008 dai Pittsburgh Steelers. Il 28 dicembre 2008 completò il primo passaggio nella NFL per Hines Ward, in quella che fu la ricezione numero 800 della carriera del giocatore.
Dennis partì la prima volta come titolare il 29 novembre 2009 contro i Baltimore Ravens dopo gli infortuni subiti da Ben Roethlisberger e Charlie Batch la settimana precedente. In quella gara, che gli Steelers persero 20-17 ai supplementari, Dixon completò 12 passaggi su 26 tentativi, con un touchdown, un intercetto per 145 yard passate, oltre a segnare un altro touchdown su corsa.
Con Roethlisberger sospeso per 4 partite all'inizio della stagione 2010, Byron Leftwich fu nominato titolare degli Steelers. Anche se Dixon aveva lanciato due intercetti nella sua unica gara da titolare nella pre-stagione, un grave infortunio occorso a Leftwich nell'ultima gara di pre-stagione portò Dixon ad essere titolare nella prima gara della stagione. Dopo aver vinto contro gli Atlanta Falcons nella settimana 1, Dixon si ruppe il menisco nella gara contro i Tennessee Titansla settimana successiva, venendo inserito in lista infortunati il 13 ottobre.

### Baltimore Ravens
Il 2 settembre 2012, Dixon firmò per far parte della squadra di allenamento dei Baltimore Ravens. Fu svincolato il 7 novembre 2012 ma rifirmò 6 giorni più tardi. Rimase con la squadra fino al termine della stagione in cui i Ravens vinsero il Super Bowl XLVII.

### Philadelphia Eagles
Il 14 febbraio 2013, Dixon firmò un contratto biennale coi Philadelphia Eagles con cui si riunì con Chip Kelly, suo coordinatore offensivo durante il periodo all'Università dell'Oregon. Il 30 agosto 2013 fu svincolato.

## Palmarès
- Super Bowl : 2

Pittsburgh Steelers: XLIII
Baltimore Ravens: Super Bowl XLVII
- American Football Conference Championship: 3

Pittsburgh Steelers: 2008, 2010
Baltimore Ravens: 2012

## Statistiche
| Passaggi | Passaggi            | Passaggi | Passaggi | Passaggi | Passaggi | Passaggi | Passaggi | Passaggi | Passaggi | Passaggi | Passaggi | Corse | Corse | Corse | Corse |
| Anno     | Squadra             | P        | Ten      | Comp     | %        | Yard     | Media    | Max      | TD       | Int      | Rating   | Ten   | Yard  | Max   | TD    |
| -------- | ------------------- | -------- | -------- | -------- | -------- | -------- | -------- | -------- | -------- | -------- | -------- | ----- | ----- | ----- | ----- |
| 2008     | Pittsburgh Steelers | 1        | 1        | 1        | 100      | 3        | 3        | 3        | 0        | 0        | 79.2     | 2     | -3    | -1    | 0     |
| 2009     | Pittsburgh Steelers | 1        | 26       | 12       | 46.2     | 145      | 5.6      | 33       | 1        | 1        | 60.6     | 3     | 27    | 9     | 1     |
| 2010     | Pittsburgh Steelers | 2        | 32       | 22       | 68.8     | 254      | 7.9      | 52       | 0        | 1        | 79.4     | 5     | 32    | 21    | 0     |
| 2011     | Pittsburgh Steelers | 0        | 0        | 0        | 0        | 0        | 0        | 0        | 0        | 0        | 0        | 0     | 0     | 0     | 0     |
| 2012     | Baltimore Ravens    | 0        | 0        | 0        | 0        | 0        | 0        | 0        | 0        | 0        | 0        | 0     | 0     | 0     | 0     |

Statistiche aggiornate al 5 febbraio 2013